# Francesc Romaní Puigdengolas
 (janvier 2023).
Francesc Romaní i Puigdengolas, né le 7 mars 1831 à Capellades et mort à Barcelone le 17 décembre 1912, est un juriste et homme politique espagnol, deux fois députés provincial de Barcelone, connu pour sa défense du droit catalan contre le droit civil espagnol, sa revendication d’une organisation plurinationale de l'État espagnol et l'intégration de la Catalogne dans une entité similaire à l'ancienne couronne d'Aragon.

## Œuvres
- El federalismo en España (1869)
- Antigüedad del regionalismo español (1890)